# Éditions Racine
Éditions Racine is een Belgische uitgeverij. De Franstalige uitgeverij brengt vooral algemene literatuur en non-fictie en is gevestigd in Tour & Taxis in Brussel. De uitgeverij werd in 1993 opgericht door de Vlaamse uitgeverij Lannoo. In samenwerking met Lannoo worden ook werken gepubliceerd in de beide landstalen.